# Ethniko Dasiko Parko Potamos Liopetriou
Ethniko Dasiko Parko Potamos Liopetriou este o arie protejată (arie specială de conservare — SAC, sit de importanță comunitară — SCI, arie de protecție specială avifaunistică — SPA) din Cipru întinsă pe o suprafață de 74,74 ha, integral pe uscat.

## Localizare
Centrul sitului Ethniko Dasiko Parko Potamos Liopetriou este situat la coordonatele 34°58′09″N 33°53′38″E / 34.9693°N 33.894°E.

## Înființare
Situl Ethniko Dasiko Parko Potamos Liopetriou a fost declarat arie de protecție specială avifaunistică în decembrie 2009 pentru a proteja 1 specie de plante și 24 de specii de animale. Alte tipuri de protecție:
- sit de importanță comunitară (în februarie 2016)
- arie specială de conservare (în iulie 2021)[1][2][3]

## Biodiversitate
Situată în ecoregiunea mediteraneană, aria protejată conține 6 habitate naturale: Vegetație anuală la limita mareei, Faleze cu vegetație de Limonium spp. endemic de pe coastele mediteraneene, Dune mobile cu vegetație embrionară, Iazuri temporare mediteraneene, Matorral arborescenți cu Juniperus spp., Sarcopoterium spinosum phryganas.
La baza desemnării sitului se află mai multe specii protejate:
- plante (1): Crepis pusilla
- păsări (18): pescăruș albastru (Alcedo atthis), fâsă-de-câmp (Anthus campestris), stârc roșu (Ardea purpurea), pasărea ogorului (Burhinus oedicnemus), ciocârlie-cu-degete-scurte (Calandrella brachydactyla), prundăraș de sărătură (Charadrius alexandrinus), egretă mică (Egretta garzetta), muscar-gulerat (Ficedula albicollis), Ficedula semitorquata, piciorong (Himantopus himantopus), sfrâncioc roșiatic (Lanius collurio), Lanius nubicus, ciocârlie de pădure (Lullula arborea), Oenanthe cypriaca, ploier auriu (Pluvialis apricaria), ciocântors (Recurvirostra avosetta), Sylvia melanothorax, Sylvia ruppeli
- mamifere (6): liliac cu aripi lungi (Miniopterus schreibersii), liliac cu urechi de șoarece (Myotis blythii), liliac cărămiziu (Myotis emarginatus), liliacul cu potcoavă a lui blasius (Rhinolophus blasii), liliacul mare cu potcoavă (Rhinolophus ferrumequinum), liliacul mic cu potcoavă (Rhinolophus hipposideros)

Pe lângă speciile protejate, pe teritoriul sitului au mai fost identificate 16 specii de plante, 3 specii de amfibieni, 5 specii de mamifere, 2 specii de nevertebrate, 16 specii de reptile.